# دانيال فراي
دانيال فراي (بالإنجليزية: Daniel Fry)‏ هو يوفولوجي ‏ أمريكي، ولد في 19 يوليو 1908 في Verdon Township, Aitkin County, Minnesota ‏ في الولايات المتحدة، وتوفي في 20 ديسمبر 1992 في ألاموغوردو في الولايات المتحدة.

## وصلات خارجية
- دانيال فراي على موقع الموسوعة البريطانية (الإنجليزية)